# Franz Jan Bartels
Franz Jan Adolf Heinrich Bartels (* 30. Juli 1894 in Magdeburg; † 9. Juli 1947 ebenda) war ein deutscher Maler und Grafiker.

## Leben und Werk
Zu Bartels’ Vita gibt es nur wenige Informationen. Sein Vater war Inhaber der Magdeburger Gaststätte „Goldene Kugel“. Bartels besuchte die Kunstgewerbe- und Handwerkerschule Magdeburg. Einer seiner Lehrer war Franz Fiebiger. Danach arbeitete er als freischaffender Künstler in Magdeburg. Der Musikkritiker Hans Heinz Stuckenschmidt, der Bartels 1918 kennenlernte, beschrieb ihn als einen „kleinen, buckligen Mann, der große Leinwände mit wilden Farbkompositionen bedeckte.“
1919 organisierte und leitete Bartels in Magdeburg eine Ausstellung junger Architekten, darunter Otto Bartning, Walter Gropius, Oswald Herzog, César Klein, Bruno Taut und Max Taut. Gleichfalls 1919 gehörte er u. a. mit Max Dungert und Bruno Beye zu den Initiatoren der Künstlervereinigung „Die Kugel“. 1919 und 1920 fungierte er als Herausgeber und verantwortlicher Redakteur für den künstlerischen Teil der beiden einzigen Nummern von Die Kugel. Zeitschrift für Neue Kunst und die Dichtung. Mit Beye bestritt er 1929 die letzte Ausstellung der Vereinigung.
Nach der Teilnahme am Zweiten Weltkrieg arbeitete Bartels wieder freischaffend in Magdeburg. 1946 nahm er in den Magdeburger Museen an der Ausstellung der bildenden Künstler des Bezirks Magdeburg teil.
Werke Bartels’ befinden sich u. a. im Museum Schloss Moyland und der Sammlung Gerd Gruber, ein Konvolut von Zeichnungen Bartels im Kulturhistorischen Museum Magdeburg.

## Darstellung Bartels in der bildenden Kunst
- August Bratfisch: Maler Franz Jean Bartels (1926, Tuschezeichnung; Börde-Museum Ummendorf)[4]

## Rezeption
„Seine Graphiken der frühen 1920er Jahre sind von expressionistischem Gestus geprägt. Für die späteren Arbeiten ist dagegen ein schlichter Realismus charakteristisch. … Seine wesentlichen Sujets sind Porträts, Landschaften und Stillleben.“ Renate Hagedorn

## Werke (Auswahl)
- Götze (Holzschnitt, 19,5 × 6,2 cm, 1918/1919; u. a. Sammlung Gerd Gruber)
- Josua predigt (Holzschnitt, 19,7 × 17 cm, 1918/1919; u. a. Sammlung Gerd Gruber)
- Wallonische Kirche (Aquarell, 23,8 × 24 cm, vor 1945)[6]